# Powiat Fujitsu
Powiat Fujitsu (jap. 藤津郡 Fujitsu-gun) – powiat w Japonii, w prefekturze Saga. W 2024 roku liczył 7675 mieszkańców.

## Miejscowości
- Tara